# Cristiano Del Grosso
Cristiano Del Grosso (Giulianova, 24 maart 1983) is een Italiaanse voetballer die bij voorkeur als linksback speelt. Hij verruilde in 2013 AC Siena voor Atalanta Bergamo. Del Grosso is de tweelingbroer van Federico Del Grosso.

## Clubcarrière
Del Grosso begon met voetballen bij Giulianova in zijn geboortestad. Hiervoor kwam hij tot 2006 uit in de Lega Pro 1. Tussendoor werd hij verhuurd aan Ascoli. In 2006 vertrok Del Grosso naar Cagliari, op dat moment actief in de Serie A. Met Siena speelde hij vervolgens in zowel de Serie A als in de Serie B. Toen Siena voor de tweede keer degradeerde, vertrok Del Grosso naar Atalanta Bergamo dat wel nog uitkwam op het hoogste niveau.